# Forcipomyia blascoi
Forcipomyia blascoi är en tvåvingeart som beskrevs av Delecolle och Rieb 1993. Forcipomyia blascoi ingår i släktet Forcipomyia och familjen svidknott.
Artens utbredningsområde är Spanien. Inga underarter finns listade i Catalogue of Life.